# The Moonshiner
The Moonshiner o Moonshiner è un brano tradizionale dall'origine controversa. Alcuni pensano fosse di origine statunitense diventato poi famoso in Irlanda, ed altri, pensano il contrario. The Clancy Brothers, che pubblicarono il brano come EP nel 1961, affermano che è di origine irlandese. La cantante Delia Murphy la cantò in Irlanda negli anni trenta mentre il cantante country Tex Ritter divenne famoso per un brano dalla struttura simile intitolato Jack of Diamonds all'inizio del 1933. Bob Dylan ne registrò una propria versione nel 1963 pubblicata poi su The Bootleg Series Volumes 1-3 (Rare & Unreleased) 1961-1991.
Il brano fu oggetto di rilettura da parti di numerosi artisti: Elliott Smith, Cat Power (in Moon Pix), Sons of an Illustrious Father, Rumbleseat, Cast Iron Filter, Railroad Earth, Bob Forrest, Roscoe Holcomb, Uncle Tupelo (dal vivo in March 16-20, 2002), Jeffrey Foucault, The Tallest Man on Earth,  Tim Hardin, Charlie Parr, Punch Brothers.